# José de Villamil
Jose de Villamil ou José Villamil (1789-1866) était un des pères de l'indépendance de l'Équateur, fondateur de sa Marine et conquérant des îles Galapagos pour le compte de l'Équateur, ministre des affaires étrangères.
Jose de Villamil est le frère de Felipe Martin de Villamil (1783-1843).

## Source
- El general José de Villamil y la Independencia de Hispanoamerica, de Benjamin Rosales Valenzuela, Guayaquil, 11/2004.